# Lemuria (lục địa)
Lemuria là tên của một vùng đất theo giả thuyết và có vị trí khác nhau ở Ấn Độ Dương và Thái Bình Dương. Khái niệm này có nguồn gốc trong thế kỷ 19 với các nỗ lực giải thích sự không liên tục trong địa sinh học. Tuy nhiên, khái niệm về Lemuria đã bị xem là lạc hậu bởi sự hiểu biết hiện đại của con người về kiến tạo mảng. Mặc dù quả thực có châu lục chìm đắm, ví dụ như Zealandia tại Thái Bình Dương hay cao nguyên Kerguelen ở Ấn Độ Dương; song không có cấu tạo địa lý nào được biết đến dưới Ấn Độ Dương hay Thái Bình Dương tương ứng với giả thuyết Lemuria.
Lemuria mặc dù không còn được coi là một giả thuyết khoa học hợp lệ, nó đã được một số người viết về chủ đề huyền bí chấp nhận. Có nhiều giả thuyết về Lemuria khác nhau, nhưng tất cả đều có một điểm chung ở niềm tin phổ biến rằng đã từng có một lục địa tồn tại trong thời cổ đại và chìm dưới đại dương do một thay đổi địa chất. Tuy nhiên, không có bằng chứng khoa học để chứng minh cho những công bố này.